# Umm Qasr
Umm Qaṣr (in arabo أم قصر‎?; traslitterato: Umm Qaṣr, ma anche Um-Qasir o Um-Qasser o Umm Kasr) è una città portuale irachena della Provincia di Bassora nel distretto di az-Zubayr ai confini con il Kuwait. Il suo porto, sull'importante via d'acqua del Khawr Abd Allah, è la principale base della Marina Irachena.
Durante la seconda guerra del golfo tra il 21 e il 25 marzo 2003 la città è stata sede di uno scontro tra le forze di Saddam Hussein da una parte e dall'altra parte i marines statunitensi, Royal Marines britannici e GROM polacchi. Lo scontro si è concluso con l'occupazione del porto e della città da parte delle truppe della coalizione multinazionale.